# Quần đảo Comoro
Quần đảo Comoro (Shikomori Komori; tiếng Ả Rập: جزر القمر, Juzur al-Qomor; tiếng Pháp Les Comores) tạo thành một quần đảo của các đảo núi lửa nằm ngoài khơi bờ biển phía đông nam châu Phi, về phía đông Mozambique và phía tây bắc của Madagascar. Hòn đảo nhỏ Banc du Geyser và các đảo Glorioso là một phần của quần đảo. Các đảo được chia chính trị giữa Liên minh Comoros (dân số 795.601 người) và hai lãnh thổ của Pháp: vùng Mayotte (pop. 212.645) và Glorioso Islands, một phần của các đảo rải rác tại Ấn Độ Dương , và huyện thứ năm của Vùng đất phía Nam và châu Nam Cực thuộc Pháp.

## Địa lý
Quần đảo Comoro nằm ở eo biển Mozambique ở phía tây bắc của Madagascar và đối diện với Mozambique. Những hòn đảo núi lửa này, có tổng diện tích 2361 km², như sau:
- Grande Comore (còn được gọi là Ngazidja): hòn đảo lớn nhất của Liên minh Comoros, với thủ đô Moroni
- Anjouan (còn được gọi là Ndzuwani hoặc  Nzwani ): một phần của Liên minh Comoros
- Mohéli (còn được gọi là Mwali): một phần của Liên minh Comoros
- Grande-Terre (còn được gọi là Maore hay Mahori): một phần của tỉnh hải ngoại Pháp Mayotte, với thủ phủ Mamoudzou
- Petite-Terre (còn được gọi là Pamanzi): hòn đảo lớn thứ hai của Mayotte với sân bay quốc tế Dzaoudzi - Pamandzi

Các đảo Glorioso, bao gồm Grande Glorieuse, Île du Lysvà tám hòn đảo đá nhỏ, được gắn với hành chính vào quần đảo trước năm 1975, và về mặt địa chất, tạo thành một phần của quần đảo.
Các rạn san hô đáng chú ý là một phần của quần đảo như sau:
- Banc Vailheu, hoặc Raya, một ngọn núi lửa chìm nằm cách Grand Comoro 20 km về phía Tây
- Banc du Geyser, một rạn san hô có kích thước 8 x 5 km trong khu vực, nằm cách 130 km về phía Đông Bắc của Grande-Terre
- Banc du Leven, một hòn đảo cũ giữa Madagascar và Grande-Terre hiện đang bị ngập nước